# Dirigismo
El dirigismo (del francés "dirigisme") es un concepto político-económico usado para designar un sistema en el cual el gobierno ejercita una fuerte influencia directiva en los sectores económicos, generalmente no a través del intervencionismo o de la estatización sino del uso de incentivos para promover prácticas que son de interés público o general.
A pesar de que muchos consideran que tal influencia es, por definición, excesiva (la RAE, por ejemplo, define el término como significando "Tendencia del gobierno o de cualquier autoridad a intervenir de manera abusiva en determinada actividad."), esto no es necesariamente el caso. Igualmente, el concepto ha sido usado para designar una economía centralizada en la cual el gobierno o Estado efectivamente controla los mecanismos de producción y distribución, etc. -es decir, como equivalentes a ciertos sistemas socialistas o colectivistas como en el caso del Estado socialista- o tiene incluso en el presente en Francia (y a través de esta en otros países), donde es usada generalmente para designar un sistema esencialmente intervencionista con participación fuerte del Estado, específicamente con un rol estatal de coordinación. En otras palabras, es un sistema que puede ser considerado como Keynesianismo o Economía social de mercado.
En ese sentido, muchas economías modernas pueden ser caracterizadas como con algún grado de "dirigismo" (ver economía mixta), por ejemplo, el gobierno generalmente subsidia estudios y desarrollos científicos o técnicos o promueve la industria nacional a través de programas fiscales, por ejemplo, producción y compra de material militar, sanitarios, educativos, etc.

## Orígenes y evolución del término
Los orígenes del dirigismo -entendido como la acción gubernamental a fin de crear, promover o defender la industria o economía de un país- se encuentra en las obras de monarcas tales como Pedro el Grande de Rusia, José I de Portugal; Carlos III de España y otros propios del absolutismo. (ver: Manufactura real) Entre ellos se destaca Luis XIV de Francia quien, a través de Jean-Baptiste Colbert -su ministro de finanzas- transformó lo que había sido la acción ocasional de algunos reyes en "política de estado". (ver Colbertismo)
Posteriormente Henri de Saint-Simon introdujo el término como tal, pero generalizó y modificó la propuesta, transformándola de uno de los objetivos estatales, en el objetivo principal del estado, lo que requiriria una reorganización de éste. Saint Simon percibía esa reorganización de la sociedad teniendo lugar bajo la dirección una elite de filósofos, científicos y técnicos lidereando un proceso pacífico de industrialización moderado por un "humanismo-cristiano" -el cual tendría científicos como sacerdotes- Saint Simon no concebía lo anterior como requiriendo un gobierno fuerte, sino por el contrario, uno basado en comunidades y consensos. En esa medida, el pensamiento de Saint Simon ha sido considerado "progresista" o "socialista".
Con posterioridad Auguste Comte retoma el concepto (en su "Système de Politique Positive" -1851) asignando al gobierno el rol de conducir la acción individual al objetivo común. Para Comte ese gobierno -se alega y a diferencia de la sugerencia de Saint Simon- es autoritario, en que la acción progresista de Saint Simon deja de ser basada en discusiones y acuerdos y se transforma en el descubrimiento y aplicación de "leyes naturales" por los administradores científico-técnicos del estado. Mientras en la concepción de Saint Simon los sabios guían a través del argumento libre a la comunidad -los miembros de las cuales son libres para disentir- en Comte los sabios tienen el papel principal de educar en un proceso que "dará a cada uno el conocimiento necesario para comprender su lugar, su papel como "órgano de la humanidad" a través de un sistema que debe ser "preciso tanto acerca de los programas como acerca de los "cuadros institucionales"; tendiendo a limitar absolutamente la intervención de la individualidad... (implemetando de manera rutinaria) la investigación administrativa, centralización uniformizante, reasignacion regular del personal a fin de evitar relaciones personales, cursos de contenido preciso y programas estrictos, todo es planificado y anunciado por adelantado.
El desarrollo de esa concepción política del dirigismo coincidió con el desarrollo de la meritocracia y burocracia como formas de administración, especialmente la administración pública. Esas concepciones dieron forma en Francia a la reformación de la École polytechnique (en 1817) y, posteriormente al periodo de Napoleón III y a la Comuna de París, a la fundación de varias "altas escuelas", tales como la del École libre des sciences politiques y, eventualmente (en 1945) a la École Nationale d'Administration
Se ha sugerido que la propuesta es que países que no habían logrado desarrollo económico a través del laissez faire  serían capaces de lograr desarrollar, fortalecer y expandir tanto la industria como la economía nacional a través de un dirigismo económico.
Esta posición alcanzó un apogeo, en Francia después de la Segunda Guerra Mundial, con el "dirigisme" del Gaullismo, sistema a través del cual ese país buscó no solo reparar los grandes estragos que la guerra había causado sino expandir y modernizar tanto la base industrial como la infraestructura de todo tipo en ese país.
Por ejemplo, se ha aducido que la industria francesa de preguerra estaba generalmente compuesta de empresas familiares, a menudo demasiado pequeñas y consecuentemente, descapitalizadas y carentes de bienes de capital y organización modernas y eficientes, que simplemente habían sido incapaces de competir a nivel internacional - De Gaulle famosamente ejemplificó la situación con la pregunta retórica "¿Cómo se puede gobernar un país que tiene más de 300 clases de quesos...?". Además, mucho del material y maquinaria moderna había sido simplemente "trasladado" a Alemania durante la ocupación y en general, destruido durante la guerra misma.
Los gobiernos franceses enfrentaron esa situación, bajo el liderazgo del gaullismo, con un Commissariat au plan ("Comisión para el Plan"). A diferencia, por ejemplo, con el sistema imperante en la Unión Soviética, el gobierno francés nunca buscó obtener la propiedad generalizada de las empresas ni impuso objetivos obligatorios como parte "del plan". En general, eso se implementaba a través del uso de incentivos.
Por ejemplo, el objetivo general del plan era producir una industria capaz de competir a nivel internacional tanto con la inglesa como con la estadounidense. Una parte esencial de ese objetivo general fue lograr que las empresas francesas se fusionaran en conglomerados "campeones nacionales" o "de renombre" que podían ser promovidos a nivel internacional por el gobierno. Al mismo tiempo, el estado podía prestarles apoyo financiero tanto directo como indirecto (por ejemplo, comprando solamente en empresas francesas) Otras formas de apoyo financiero indirecto incluyen el financiamiento estatal de estudios y desarrollos científico-técnicos (incluyendo proyectos industriales específicos que se espera generen desarrollo técnico generalizado a través de la industria -por ejemplo, el proyecto que dio origen al Concorde), la provisión de personal altamente especializado, etc.
El área en la que el gobierno francés buscó un mayor nivel de control -aparte del sistema educacional y de estudios científicos- fue la provisión de infraestructura y servicios relacionados. El gobierno francés creó o ha sido el propietario de la empresa de ferrocarriles (SNCF), de electricidad ( EDF), la empresa de gas (GDF), aerolínea nacional (Air France), sistemas nucleares e industrias del espacio ( CNES y la Aérospatiale). etc, Sin embargo, el estado francés ha dejado largamente a la industria privada la construcción y mantenimiento de supercarreteras y otras vías terrestres.
El proyecto fue largamente exitoso. Durante las décadas desde 1945 a 1975 Francia experimentó un crecimiento económico sin precedente en su historia (4,5 % en promedio) lo que junto a un gran crecimiento demográfico, la integración de manera competitiva de Francia a una economía internacional en expansión y consecuente, el restablecimiento del orgullo nacional, llevaron a que ese periodo sea conocido como los Trente Glorieuses.
Durante ese periodo, bajo las presidencias derechistas o conservadoras de Charles de Gaulle y Georges Pompidou, el dirigismo fue visto en Francia como una vía intermedia entre el sistema de EE. UU. de mínima intervención estatal y el del Bloque del Este, de intervención máxima.
Sin embargo, siguiendo la Crisis del petróleo de 1973, el Partido Socialista de Francia, liderado por François Mitterrand fue elegido prometiendo mayor intervención. Bajo ese gobierno muchos bancos e industrias fueron estatizados. Sin embargo, los malos resultados de esa política forzaron (1983) el abandono de esas tentativas y la introducción de una política de rigueur ("rigor").
Con posterioridad, durante la campaña electoral de 2007, tanto Nicolas Sarkozy -quien fue elegido presidente- como otros candidatos, propusieron un retorno al modelo dirigista. Esta propuesta parece haber sido reforzada como consecuencia de la crisis financiera de 2008, lo que llevó al presidente Sarkozy a proponer medidas -en el contexto tanto de esa crisis como de la deslocalización- para "reindustrializar Francia".

## Dirigismo en otros sistemas políticos
Países tales como el Líbano y Siria y otros que fueron "departamentos de ultramar" de Francia,  han sido influidos por los principios del dirigismo.
Se ha sugerido que el dirigismo económico es una parte inherente del fascismo. y que constituyó las bases de la economía política de los italianos y los nazis. (ver Economía política de los nazis`)
Cesare Santoro, un fascista que visitó Alemania en la época, lo pone así: "En la declaración programática, ya citada al principio de nuestra obra, Adolf Hitler anunció que el nuevo gobierno se proponía “velar por los intereses económicos del pueblo alemán no por el camino tortuoso de una gran economía burocrática organizada por el Estado sino por el impulso más fuerte dado a la iniciativa particular sobre la base del reconocimiento de la propiedad privada”.
El reconocimiento del principio de que, en contraste con lo que ocurre en la Rusia soviética, el Estado tiene por misión dirigir la economía pero no administrarla por sí mismo (función que corresponde exclusivamente a la economía misma) no puede ser más explícitamente expresado. También así ha sido establecido solemnemente el principio de la propiedad privada con lo que se estimula al patrono a ensanchar más su empresa para alcanzar los mayores resultados posibles.
Estos dos principios determinan las normas directivas para la reorganización nacionalsocialista de la economía industrial; aquellas exigen una administración autónoma cuya misión consiste en asesorar y tutelar a las asociaciones industriales o a los socios que forman parte de ella. Esta administración tiene el deber de transmitir al gobierno los deseos de los patronos que toman parte en la obra de reconstrucción económica".
Sin embargo, otros autores argumentan que el sistema económico del fascismo -tal y como fue implementado por, entre otros, Benito Mussolini y Adolf Hitler- es una mezcla de varias sugerencias económicas.

## Dirigismo y Planificación indicativa
A partir de la década de los 70 del siglo XX se introdujo en Japón una innovación al dirigismo “tradicional”, que lo transforma en el sistema actual de Planificación indicativa. La Planificación indicativa es más amplia que el dirigismo propiamente tal, en que permite al estado tanto más discreción en objetivos como en los medios a utilizar. Sin embargo, aun permanece dentro de los límites generales del dirigismo, en que no busca controlar sino coordinar la acción tanto de sectores privados como estatales. 
Esa nueva aproximación comenzó a difundirse y ponerse en práctica en los países del sudeste de Asia, específicamente: Taiwán, Corea del Sur, y Singapur  etc, países que llegaron a convertirse rápidamente en los llamados cuatro dragones asiáticos. Se ha sugerido que la República Popular China misma ha empezado a implementar medidas derivadas de esta aproximación.